# エアリンク
エアリンク（英語: SA Airlink）は南アフリカのヨハネスブルグに本拠地を置く航空会社である。南アフリカ航空やサウス・アフリカ・エクスプレスと提携しており、主に南アフリカ国内の小規模都市を結んでいる他、周辺諸国への国際線も運航している。

## 歴史
1995年にミッドランド・アビエーションがローベルド・アビエーション・サービス、マグナム・エアウェイズ、ボーダーエア、シティエア、リンクエアウェイズを吸収する形で設立、1997年に南アフリカ航空及びサウス・アフリカ・エクスプレスとの提携を開始した。
2017年10月に開港したセントヘレナ空港 (Saint Helena Airport) に、イギリスのタイタン航空とともに乗り入れている航空会社である。

## 就航都市
2018年現在
- ボツワナ：カサネ、マウン
- レソト：マセル
- マダガスカル：アンタナナリボ
- モザンビーク：ベイラ、マプト、ナンプラ、ペンバ、テテ、ヴィランクロス
- 南アフリカ共和国：ブルームフォンテーン、ケープタウン、ダーバン、イースト・ロンドン、ジョージ、ヨハネスブルグ、キンバリー、ネルスプロイト、ピーターマリッツバーグ、ファラボルワ、ポロクワネ、ポートエリザベス、ウムタータ（マタタ）、アピントン
- エスワティニ：マンジニ
- ザンビア：リビングストン、ルサカ、ンドラ
- ジンバブエ：ブラワーヨ、ハラレ、ヴィクトリアフォールズ
- セントヘレナ：セントヘレナ

## 機材
2025年8月
- エンブラエル E195-E2：10機(2025年後半から受領予定)[3]
- エンブラエル ERJ-135LR：1機　37人乗り
- エンブラエル ERJ-140：2機　 44人乗り
- エンブラエル ERJ-170：2機　 74人乗り
- CESSNA 208B GRAND CARAVAN EX：1機　12人乗り
- JETSTREAM 4100：1機　29人乗り